# تونی ریچاردسون
تونی ریچاردسون (انگلیسی: Tony Richardson؛ زاده ۵ ژوئن ۱۹۲۸ درگذشته ۱۴ نوامبر ۱۹۹۱) کارگردان سینما، تئاتر و تهیه‌کننده اهل انگلستان بود.
وی بین سال‌های ۱۹۵۲ تا ۱۹۹۱ میلادی فعالیت می‌کرد.

## فیلمشناسی
از فیلم‌های او می‌توان به یک نوک زبان عسل، یقین کامل، عزیز و مینی‌سریال شبح اپرا اشاره کرد.